# Rakkestad
Rakkestad este o comună din provincia Østfold, Norvegia.